# Rasmus Falk
Rasmus Falk Jensen, född 15 januari 1992 är en dansk fotbollsspelare som spelar för FC Köpenhamn och Danmarks fotbollslandslag.
Falk var med i Danmarks trupp vid U21-EM 2015.